# Arrephoria
De arrephoria (Oudgrieks Ἀρρηφόρια / Arrhêphória < ἀρρητον / arrêton ("geheim") en φέρω / phérô ("ik draag")) was een feest, hetwelk jaarlijks werd gevierd te Athene ter ere van de godin Pallas Athena.

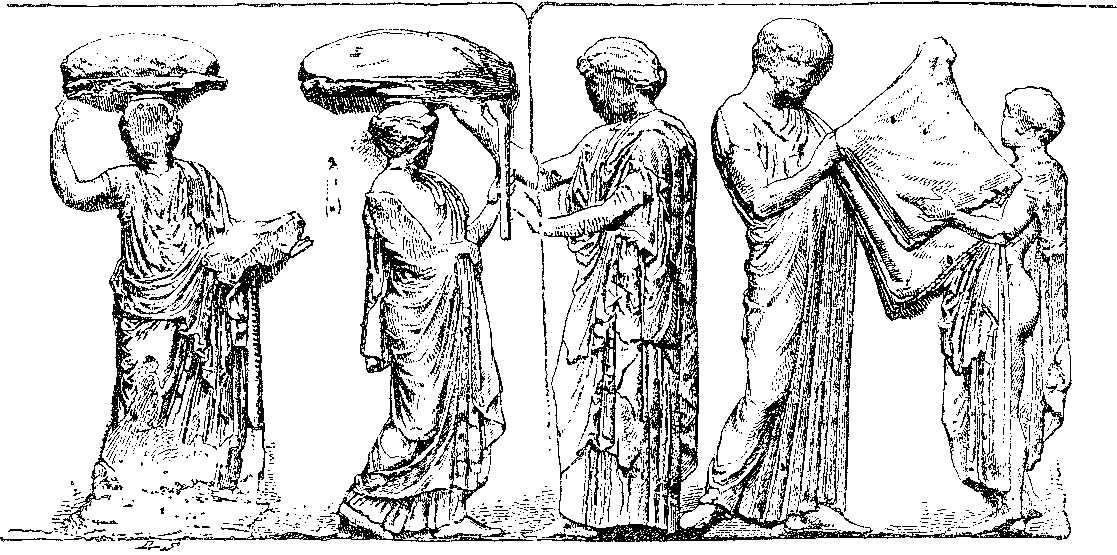
Het terugbrengen van de peplos naar Athena Pollias door de Arrephoren (Fries van het Parthenon).

Door de Archon Basileus, de overheidspersoon, die met de leiding van alle zaken betreffende de godsdienst belast was, werden jaarlijks uit de aanzienlijkste standen vier meisjes tussen 7 en 11 jaar oud gekozen, waarvan twee tot taak hadden het heilige kleed van de godin te weven en de twee andere de geheime voorwerpen, welke aan de godin waren geheiligd, moesten dragen. Op de dag van het feest gingen zij in een wit gewaad met goud versierd, dat daarna het eigendom van de godin werd, van de Akropolis, de burcht van de stad, waar zij een vol jaar hadden vertoefd, met een korf, die zij ontvingen van de priesteres van Athena, maar waarvan de inhoud noch aan de priesteres, noch aan de Arrephoren - zo werden deze meisjes genoemd - zelf was bekend naar een grot, waarin zij afdaalden, hun korf achterlieten en iets anders, dat geheel was omhuld, mee naar boven brachten. Daarmee was hun taak voleindigd. Zij werden ontslagen en dadelijk benoemde de Archon Basileus anderen in hun plaats. Het feest schijnt ook in betrekking gestaan te hebben tot Herse, de dochter van Kekrops.